# La cuenta atrás
La cuenta atrás es el cuarto álbum de la banda española de rock Los Enemigos.
Fue publicado en 1991 por la discográfica GASA y sus cifras de ventas superaron las 20 000 unidades.
La Producción es de Eugenio Muñoz 
Contó con la colaboración de Anjel Muñoz el Reverendo, al igual que ya había ocurrido en su trabajo Un tío cabal de 1988.

## Lista de canciones
1. La cuenta atrás
2. La otra orilla
3. Blues
4. Hienas
5. Occidente
6. Hay un agujero
7. Paracaídas
8. Brindis
9. No se hable más
10. Quillo (he vuelto a nacer)
11. El lado sano (de mi cabeza)
12. Hasta el lunes